# Arnaldo iz Villanove
Arnaldo iz Villanove (lat. Arnaldus de Villa Nova) (Valencija, o. 1235. – Genova, 1311.), španjolski liječnik, alkemičar i astrolog. Podrijetlom je iz pokrajine Katalonije, no neki istraživači tvrde da se rodio u gradu Villaneuve u francuskoj pokrajini Provansi.

## Životopis
Školovanje je započeo kod dominikanaca u rodnoj Valenciji, a studij medicine završio je u Napulju. Prevodio je s arapskog na latinski, a znao je i grčki i hebrejski te se susretao s mnogim djelima iz područja medicine, astrologije i alkemije.
Veći dio života proveo je putujući, jer su ga kao uspješna liječnika zvali mnogi duhovni i svjetovni uglednici. Od aragonskog kralja dobio je, kao zahvalu za liječničke usluge, dvorac u Tarragoni i katedru medicine na sveučilištu u Montpellieru.
Zaslužan je za prevođenje mnogih arapskih medicinskih djela, uključujući ona Avicene, kao i arapske prijevode grčkog liječnika Galena. Od mnogih alkemijskih knjiga koja mu se pripisuju, sigurno je autor jedino knjige "Pitanja što bitna što sporedna za Bonifacija VIII." (Questiones tam essentiales quam accidentales ad Bonifacium VIII.).
Umro je na brodu na putu od Napulja do Genove.

## Djela
- "Pitanja što bitna što sporedna za Bonifacija VIII." (Questiones tam essentiales quam accidentales ad Bonifacium VIII.)
- "Blago blaga, ružičnjak filozofa i najveća tajna svih tajni" (Rosarium philosophorum)
- "Flos florum" (Cvijet cvjetova)
- "Novum lumen" (Novo svjetlo)
- "Praktični pregled" (Practica summaria)
- "Knjižica o kuđenju crne magije" (Epistola ad episcopum valentinum de reprobatione nigromantiae fictionis)